# Lovely Complex
Lovely Complex (jap. ラブ★コン, Rabu★Kon, auch Love★Com) ist eine Mangaserie der japanischen Zeichnerin Aya Nakahara. Die Reihe wurde auch als Realfilm, Videospiel und Anime-Fernsehserie umgesetzt.
Das Werk lässt sich in die Genre Romantik, Comedy und Shōjo einordnen.

## Handlung
Die große Risa Koizumi (小泉 リサ) und ihr kleiner Klassenkamerad Atsushi Ōtani (大谷 敦士) gehen beide in die erste Klasse der Oberschule. Sie werden wegen ihres Größenunterschieds und ihrer häufigen Streits oft als „All Hanshin Kyojin“, ein bekanntes japanisches Comedy-Duo, bezeichnet. Doch beide ähneln sich sonst sehr, haben denselben Musikgeschmack und entwickeln eine gute Freundschaft zueinander. Ihre Klassenkameraden Ryōji Suzuki und Chiharu Tanaka, Nobuko Ishihara und Heikichi Nakao haben im Sommer zueinander gefunden, sodass Koizumi und Ōtani nun von zwei Paaren umgeben sind. Nun wollen sie sich auch endlich verlieben, wobei Koizumi bald feststellen muss, dass Ōtani mit Mayu Kanzaki bereits eine Freundin hatte. Bald trifft Koizumi Haruka Fukagawa wieder, ein Kindergartenfreund von ihr, der sich nun in sie verliebt. Die ein Jahr jüngere Transsexuelle Seishiro/Seiko Kotobuki verliebt sich in Ōtani, der sie aber abweist, als herauskommt, dass sie gebürtig ein Junge ist.
Nach einiger Zeit verliebt sich Koizumi in Ōtani, kann sich dies aber zunächst nicht eingestehen. Ihre Freunde erkennen aber bald, dass sie in ihn verliebt ist, und unterstützen sie. Doch auch als Koizumi es gelingt, Ōtani ihre Gefühle mitzuteilen, missversteht dieser sie und begreift Koizumi nur als gute Freundin. Erst im nächsten Sommer versteht er, dass Koizumi sich in ihn verliebt hat. Doch zunächst weist er sie ab. Er hat sie beide nur als Comedy-Duo gesehen und kann sich keine Beziehung zwischen ihnen vorstellen. Als der junge gutaussehende Lehrer Kuniumi Maitake an die Schule kommt und sie in der zweiten Klasse der Oberschule unterrichtet, flüchtet Koizumi in eine Verliebtheit in diesen. Als Maitake Koizumis Gefühle zu Ōtani erkennt, macht er diesen auf ihn eifersüchtig, sodass auch Ōtani bald erkennt, wie viel er für Koizumi empfindet. Schließlich kommen beide zusammen.
Als Koizumi im dritten Jahr der Oberschule beginnt, in einem Familienrestaurant zu arbeiten, lernt sie dort den jüngeren Kazuki Kohori kennen. Dieser verliebt sich sofort in sie. Ōtani, der wegen des Lernens für die Aufnahmeprüfungen an der Universität nur wenig Zeit für Koizumi hat, wird auch auf ihn eifersüchtig, obwohl Koizumi beteuert, nichts für Kohori zu empfinden. Nachdem sie jedoch mit Kohori ein Umibōzu-Konzert besuchte, wäre ihre Beziehung mit Ōtani fast zerbrochen. Schließlich gelingt es ihren Klassenkameraden, ihren Weg zur Berufsausbildung zu finden, und auch Ōtani besteht seine Prüfung und wird angenommen. Koizumi, die sich bis dahin unsicher war, was sie nach der Schule tun soll, will nun Stylistin werden.

## Entstehung und Veröffentlichungen

### Manga
Der Manga wurde von 2001 bis 2006 von Shūeisha im Magazin Bessatsu Margaret veröffentlicht. Später wurden die Kapitel in 17 Sammelbänden (Tankōbon) zusammengefasst. Eine Fortsetzung erscheint unter dem Titel Love★Com D seit Mai 2009 im Deluxe Margaret.
Madman Entertainment veröffentlichte den Manga in Australien und Neuseeland, Viz Media in den USA. Bei Akata/Delcourt erscheint der Manga auf Französisch.

### Realfilm
Im Jahre 2006 wurde die Geschichte als Realfilm umgesetzt und kam unter dem Titel Lovely Complex am 15. Juli 2006 in die japanischen Kinos. Der Film wurde auch ins Englische übersetzt und von Viz Media veröffentlicht. Risa Koizumi wird von Model und Schauspielerin Ema Fujisawa gespielt, die Rolle des Atsushi Ōtani übernahm Teppei Koike, Sänger des Duos WaT.

### Anime
2007 wurde der Manga vom Studio Tōei Animation als Anime-Fernsehserie produziert. Dabei führte Kōnosuke Uda Regie, das Charakter-Design entwarf Hideaki Maniwa. Künstlerische Leiter waren Eiko Sawada, Takao Shimizu und Yukiko Iijima. Die Serie wurde ab dem 7. April 2007 auf dem Sender TBS ausgestrahlt, wenige Tage später begannen die Ausstrahlungen auf den Sendern MBS und CBC. Die Erstausstrahlung lief bis zum 29. September 2007. Später wurde die Serie auf den Sendern BS-i und BS-i gesendet.

#### Synchronsprecher
| Rolle            | Japanischer Sprecher (Seiyū)                               |
| ---------------- | ---------------------------------------------------------- |
| Risa Koizumi     | Akemi Okamura (Anime) Risa Hayamizu (Hörspiel & Spiel)     |
| Atsushi Ōtani    | Akira Nagata (Anime) Takahiro Sakurai (Hörspiel & Spiel)   |
| Nobuko Ishihara  | Saori Higashi (Anime & Hörspiel & Spiel)                   |
| Heikichi Nakao   | Yasuhiko Tokuyama (Anime) Kenjirō Tsuda (Hörspiel & Spiel) |
| Chiharu Tanaka   | Kazuko Kojima (Anime) Ai Maeda (Hörspiel & Spiel)          |
| Ryōji Suzuki     | Kenjirō Tsuda (Anime) Masaya Onosaka (Hörspiel & Spiel)    |
| Haruka Fukagawa  | Masaya Onosaka (Anime) Ryōtarō Okiayu (Hörspiel & Spiel)   |
| Seijirō Kotobuki | Fujiko Takimoto (Anime) Rika Komatsu (Hörspiel & Spiel)    |
| Kuniumi Maitake  | Jun’ichi Suwabe (Anime & Hörspiel & Spiel)                 |

#### Musik
Die Musik der Serie wurde komponiert von Hironosuke Sato. Als Vorspanntitel verwendete man Kimi + Boku = Love? von Tegomass und Hey! Say! von Hey!Say! 7. Abspannlieder sind Kiss ~ Kaerimichi no Love Song (キッス～帰り道のラブソング) von Tegomass und Bon Bon von Hey! Say! 7.

### Videospiel
AQ Interactive entwickelte 2006 das Nori-Boke-Tsukkomi-Adventure Love★Com – Punch de Conte (ラブ★コン～パンチDEコント～, Rabu★Kon – Panchi DE Konto) – von frz. conte für ein kurzes Bühnenstück – für die Konsole PlayStation 2 zum Manga.

## Rezeption
Der Manga Lovely Complex erhielt 2004 den Shogakukan Manga Award in der Kategorie Shōjo Manga.